# Charles-Nicolas-Fortuné de Montenach
Charles-Nicolas-Fortuné de Montenach, né en août 1791 ou en 1793 à Fribourg, en Suisse, et mort le 24 mai 1832 à Montréal, au Bas-Canada, est un militaire et un homme politique d'origine suisse du Bas-Canada. Il participe à la guerre britanno-américaine de 1812 en tant que lieutenant dans le régiment de Meuron. Il est ensuite député indépendant à la Chambre d'assemblée du Bas-Canada. Il est le beau-père du politicien Thomas Ryan, et beau-frère de Charles William Grant, baron de Longueuil.

## Biographie
Né en Suisse dans une famille de noblesse patricienne, Charles de Montenach est le fils de Théodore de Montenach et de Magdeleine Gotrau de Pensier. Il arrive au Bas-Canada en juin 1813 pendant la guerre de 1812 à titre de lieutenant dans le régiment de Meuron. Le 20 janvier 1814, il épouse à Longueuil Marie-Élisabeth (ou Mary Elizabeth) Grant, fille de David Alexander Grant, officier, administrateur et coseigneur de Pierreville, et de Marie-Charles Le Moyne de Longueuil, baronne de Longueuil. Montenach participe à la bataille du lac Champlain, puis gagne l'autorisation de se retirer du service le 7 décembre 1814.
Nommé ensuite juge de la Cour des sessions spéciales de la paix, il s'occupe à ce titre d'administration municipale à Montréal. En 1830, il est élu député de Yamaska à la Chambre d'assemblée du Bas-Canada, et participe aux votes de la première session seulement. Il appuie parfois le Parti patriote et parfois le Parti bureaucrate. Le 24 mai 1832, il meurt en fonction à Montréal à l'âge d'environ 40 ans. Le 28 mai 1832, il est inhumé dans l'église Saint-Antoine-de-Padoue, à Longueuil.